# Keitarō Takanami
Keitarō Takanami (japanska: 高浪敬太郎?, Takanami Keitarō), tidigare 高浪慶太郎, född 6 maj 1960, är en japansk musiker, låtskrivare och producent från Nagasaki som tillsammans med Konishi Yasuharu grundade bandet Pizzicato Five 1984. Han gjorde sin solodebut 1993 och lämnade strax därefter Pizzicato Five.
Han har även skrivit musiken till animen Chobits.

## Diskografi
- SO SO (1993)
- Everybody's Out Of Town (1994)
- life-size rock (1995)
- well,better,best 1993/1995 (1996, samlingsalbum)